# Le Ballon rouge
Le Ballon rouge és un curtmetratge francès de l'any 1956 dirigit pel cineasta Albert Lamorisse.
El curtmetratge, de 34 minuts, mostra les aventures d'un nen, el qual un dia, troba un globus vermell que havia quedat embussat en un fanal del barri de Ménilmontant, a París.
El film va guanyar nombrosos premis, entre ells l'Oscar al millor guió original i la Palma d'Or al millor curtmetratge (ca participar en aquesta categoria perquè no existia la de curtmetratge) al 9è Festival Internacional de Cinema de Canes.
Lamorisse va fer participar als seus propis fills en la producció. El seu fill, Pascal Lamorisse, interpreta al personatge principal, un nen anomenat d'igual manera, mentre que la seva filla Sabine, té una escena on fa el paper d'una nena que en determinat moment es creua amb Pascal, però aquesta porta un globus blau en comptes de vermell.

## Argumento
La pel·lícula segueix en Pascal (Pascal Lamorisse), un nen que, de camí a l'escola, un matí, descobreix un gran globus vermell ple d'heli. Mentre hi juga, s'adona que té una ment i una voluntat pròpies. Comença a seguir-lo allà on va, sense allunyar-se mai d'ell, i de vegades flotant per la finestra del seu apartament, ja que la seva mare no li permetrà entrar.
El globus segueix en Pascal pels carrers de París, i criden molta atenció i enveja d'altres nens mentre passegen pels carrers. En un moment donat, el globus entra a la seva aula, provocant un rebombori entre els seus companys. Això alerta el director, que tanca Pascal dins del seu despatx. Més tard, després de ser alliberats, en Pascal i el globus es troben amb una noia (Sabine Lamorisse) amb un globus blau que també sembla tenir ment i voluntat pròpies, igual que la seva.
Un diumenge se li diu al globus que es quedi a casa mentre en Pascal i la seva mare van a l'església. No obstant això, els segueix a través de la finestra oberta i cap a l'església, i són conduïts per un bedel que renyeix.
Mentre en Pascal i el globus passegen pel barri, una colla de nois grans, que tenen enveja del globus, el roben mentre es troba dins d'una fleca, però aconsegueix recuperar-lo. Després d'una persecució per carrerons estrets, els nois finalment els arriben. Retenen en Pascal mentre fan baixar el globus amb fones i pedres abans que un d'ells el destrueixi colpejant-lo.
La pel·lícula s'acaba quan tots els altres globus de París ajuden a Pascal i el porten a fer un viatge en globus per la ciutat.

## Repartiment
- Pascal Lamorisse com Pascal.
- Georges Sellier com un Comerciant.
- Vladimir Popov com Tennant.
- Paul Perey
- René Marion com Pade de Pascal.
- Sabine Lamorisse com la nena del globus blau.
- Michel Pezin

## Rebuda i crítica
Des del seu primer llançament en 1956, la pel·lícula en general ha rebut comentaris favorables de crítics de cinema. Quan es va publicar als Estats Units, el crític de cinema de The New York Times, Bosley Crowther, va afalagar el simple argument i va elogiar Lamorisse: Encara amb la cooperació del seu propi fill i amb l'atmosfera grisa d'un antic barri de París com a fons per a un brillant globus vermell, trobem un sensible drama amb la ingenuïtat d'un nen i, de fet, una commovedora simbolització dels somnis i la crueltat d'aquells que els coarten.
Quan Le Ballon rouge va ser rellançat als Estats Units a la fi de 2006 per Janus Films, la revista Entertainment Weekly, a través del seu crític de cinema Gleiberman Owen, va elogiar la direcció de la pel·lícula i la simple història que li recordava la seva joventut, i va escriure: Més que qualsevol altra pel·lícula de nens, Le Ballon rouge em converteix en nen una altra vegada quan la veig... Veure el globus vermell és per riure i plorar davant l'alegria impossible de ser un nen una altra vegada.
En una ressenya publicada per The Washington Post, el crític Philip Kennicott va tenir una visió cínica sobre aquest tema: "[El film pren] lloc en un món de mentides. Innocents mentides? No necessàriament. El globus vermell pot ser la fusió entre el capitalisme i el cristianisme més uniforme alguna vegada posada en una pel·lícula. Un nen diposita en un globus vermell l'amor que el col·loca fora de la societat. El globus és perseguit i assassinat en el cim desèrtic d'un pujol –pensin en el Calvari– per una torba de nois cruels. El final, un estrany i emocional cop de puny arter, és extret directament del Nou Testament. Per tant, és una inversió recompensada, amb transcendència cristiana o, almenys, una Ascensió a l'antiga. Això podria ser dolç. O podria ser una reducció molt cínica de l'impuls primordial cap a la fe religiosa."
Rotten Tomatoes li va donar una qualificació de 100%, basada en 14 crítiques.

## Distribució
L'estrena a França va ser el 15 d'octubre de 1956, mentre que en el Regne Unit va ser el 23 de desembre del mateix any com a film de suport per la pel·lícula Batalla del Riu de la Plata, guanyadora de Royal Performance Film de 1956, la qual cosa li va assegurar una àmplia distribució. Als Estats Units va ser llançada l'11 de març de 1957.
Va participar en diversos festivals de cinema al llarg dels anys, inclosos: El festival de cinema gai i lèsbic Outfrest de Los Angeles, El festival internacional de cinema de nens de Wisconsin, el Festival de cinema de Wisconsin, i altres, aconseguint en alguns d'ells guardons màxims. A televisió va ser estrenada pel llavors actor Ronald Reagan en un capítol de la sèrie d'antologia General Electric Theater en la CBS, el 2 d'abril de 1961.
Durant els anys 60s, 70s, 80s i primerencs dels 90s, aquesta pel·lícula va ser popular a les aules primàries al llarg dels Estats Units i el Canadà. Un clip de quatre minuts del film està en la llista rotativa la programació a Classic Arts Showcase, i és sovint manifestat en el canal de televisió per cable que promou les bones arts per a la més llarga audiència possible.

## Vídeo i DVD
Un laserdisc de la pel·lícula va ser llançat per la companyia de distribució de vídeos The Criterion Collection en 1986, i va ser produïda per Criterion Janus Films, i Voyager Press. Inclòs en el disc estava el curtmetratge guanyador d'un premi, Crin-Blanc (1953). Un versió en DVD es va fer disponible el 2008, una versió Blu-Ray es va llançar en el Regne Unit el 18 de gener del 2010, que ha estat ara confirmat amb bloqueig regional; és a dir, que només disponible a la seva regió.

## Adaptacions
Le Ballon rouge va ser font d'inspiració per a Le voyage du ballon rouge, pel·lícula francesa de 2007, dirigida per Hou Hsiao-Hsien i protagonitzada per Juliette Binoche. També sembla la inspiració de Dream Doll, un curtmetratge animat de Bob Godfrey i Zlatko Grgic.

## Premis
- Prix Louis Delluc: Prix Louis Delluc; Albert Lamorisse; 1956.[7]
- 9è Festival Internacional de Cinema de Canes: Palme d'Or du court métrage/Palma de oro al mejor cortometraje, Albert Lamorisse; 1956.[8]
- Premis Oscar: Oscar al millor guió original, Albert Lamorisse; 1957.[7]
- Premis BAFTA: Premi especial, França 1957.[9]
- National Board of Review: Millor film estranger, 1957.[10]